# Kolchischer Buchsbaum
Der Kolchische Buchsbaum (Buxus colchica) ist eine Pflanzenart aus der Gattung Buchsbäume (Buxus). Er ist im Kaukasusgebiet und in Kleinasien verbreitet. Der Name bezieht sich auf die antike Landschaft Kolchis am Schwarzen Meer, dem wesentlichen Verbreitungsgebiet dieser Art. In ihrer georgischen Heimat wird der georgische Trivialname „Kolchuri Bsa“ კოლხური ბზა verwendet.

## Beschreibung
Der Kolchische Buchsbaum wächst als immergrüner Strauch oder Baum und erreicht eine Höhe von 2 bis 12 Meter. Die meist gegenständig angeordneten Laubblätter sind ledrig und kahl. Die Blattspreite ist eiförmig bis lanzettliche und erreicht eine Länge von 1 bis 3 Zentimeter. Die Blätter sind oberseits dunkelgrün und unterseits hellgrün. Die gelbgrünen Blüten wachsen in kopfigen Blütenständen in den Blattachseln. Der Kolchische Buchsbaum blüht zwischen Februar bis April. Die eiförmige bis kugelige Fruchtkapsel enthält 6 Samen.
Die Chromosomenzahl beträgt 2n=28.

## Standort und Verbreitung
Der Kolchische Buchsbaum wächst oft als Unterholz in den feuchten kolchischen Wäldern. Er findet sich in Georgien, Aserbaidschan, Russland und der Türkei vom Ufer des Schwarzen Meeres bis auf ca. 1800 Meter. Er wird in der Roten Liste der IUCN durch den Rückgang geeigneter Habitate als gering gefährdet („Lower Risk/near threatened“) geführt. Es wird jedoch darauf hingewiesen, dass eine erneute Überprüfung der Gefährdung notwendig ist.

## Krankheiten
Seit etwa 2010 breitet sich der Buchsbaumpilz Cylindrocladium buxicola auch in Georgien aus. Er bedroht dort die Bestände des Kolchischen Buchsbaums in verschiedenen Schutzgebieten in der Autonomen Republik Adscharien (Kolchis-Nationalpark, die geschützte Landschaft des Kintrischi und der Mtirala-Nationalpark), in denen die Krankheit schon aufgetreten ist. Am 25. April 2012 befasste sich deshalb der Landwirtschaftsausschuss des Georgischen Parlaments mit dem Thema.